# Cholmskij rajon (Oblast' di Sachalin)
Il Cholmskij rajon (in russo Холмский городской округ?) è un rajon dell'Oblast' di Sachalin, nell'Estremo oriente russo, con capoluogo Cholmsk. Istituito nel 1946, ha come capoluogo Cholmsk, ricopre una superficie di 2.279 km2 ed ospitava nel 2010 una popolazione di circa 13.000 abitanti.